# Catalogue de la noblesse française
De Catalogue de la noblesse française is een werk van Régis Valette over de Franse adel.

## Geschiedenis
In 1959 publiceerde de diplomaat Jean-Paul Marie Alexis (1927-2015) onder het pseudoniem Régis Valette zijn eerste editie van de Catalogue de la noblesse française contemporaine. In 2007 verscheen de vijfde editie van wat een standaardwerk werd en simpelweg aangeduid wordt als Le «Valette». In de latere edities baseerde Valette zich vooral op de lijst van de Association d'entraide de la noblesse française (ANF), de in 1967 publiekelijk erkende organisatie die adellijke Franse families registreert, gebaseerd op gedegen wetenschappelijk bewijs.
Toen Valette na zijn pensionering als diplomaat zijn ware naam onthulde, dreigden verschillende families met processen tegen hem. Van de families die in Frankrijk het zogenaamde 'adellijke' particuul de voeren, blijkt namelijk slechts ongeveer een derde werkelijk van adel te zijn. En opname in de «Valette» gold lang als een bewijs van adeldom, en niet-opname dus eerder als bewijs van het tegendeel.
Na 1959 verschenen nog edities in 1977, 1989, 2002 en de laatste in 2007, onder verschillende titels. De laatste editie draagt de titel Catalogue de la noblesse française au XXIe siècle en bevat ook een Catalogue provincial sous Louis XVI et au XIXe siècle.

### Inhoud
De uitgave (laatste editie van 2007) begint met een inleiding over de Franse adel in het algemeen. Vervolgens geeft het corps van de uitgave een overzicht in alfabetische volgorde van de adellijke families waarbij een schets van het wapen wordt gegeven, de regio waar de familie gevestigd was, het jaar van de erkenning of verheffing in de adel (of de functievervulling op grond waarvan adeldom was verkregen), verleende titel(s), het aantal in 2007 nog levende mannelijke afstammelingen en tot slot, indien van toepassing, het (de) nummer(s) waaronder de familie bij de ANF is geregistreerd. De families die niet bij de ANF zijn geregistreerd maar toch zijn opgenomen, ontlenen hun opname aan andere, erkende en gefundeerde bronnen.

### Uitgaven
- Catalogue de la noblesse française contemporaine. 1959 (collection « Les Cahiers nobles » no 18).
- Catalogue de la noblesse française contemporaine. 1977.
- Catalogue de la noblesse française. 1989.
- Catalogue de la noblesse française au XXIe siècle. 2002.
- Catalogue de la noblesse française au XXIe siècle et catalogue provincial sous Louis XVI et au XIXe siècle. 2007.

### 'Valse adel'
Als pendant van Le «Valette» verschenen tussen 1976 en 1997 verschillende delen van het standaardwerk Encyclopédie de la fausse noblesse et de la noblesse d'apparence van Pierre-Marie Dioudonnat. Hierin werden zowel aanvullingen gegeven op eerdere edities van Le «Valette» maar eerst en vooral een opsomming gegeven van geslachten aan het eind van de 20e eeuw die met een particuul tot de adel lijken te behoren maar het niet zijn. Aan al die geslachten worden enkele zinnen gewijd, met verklaring van het aanwezige 'particuul' (de of d') en de redenen waarom deze families niet van adel zijn.